# Wiadomości
Wiadomości (Tin tức) là chương trình tin tức chính của Ba Lan do Telewizja Polska sản xuất và phát lần đầu tiên trên kênh TVP1. Phiên bản chính được phát sóng hàng ngày lúc 7:30 tối CET. Nó được công chiếu vào ngày 18 tháng 11 năm 1989 và đã thành công với Dziennik Telewizyjny (Tạp chí Truyền hình), được phát sóng trong thời kỳ cộng sản trong hơn 31 năm. Wiadomości là một trong những bản tin được xem nhiều nhất ở Ba Lan, với lượng người xem trung bình là 4,3 triệu trong năm 2010 
Kể từ ngày 14 tháng 9 năm 2016, tổng biên tập dẫn dắt bản tin là Jarosław Olechowski.
Kể từ lần đầu tiên phát sóng, một chữ W gồm hai chữ V đóng vai trò là biểu tượng chính thức của chương trình.

## Lịch sử
Wiadomości đã thay thế Dziennik Telewizyjny khét tiếng (tiếng Anh: Television Journal), mỗi bản tin là biểu tượng của sự tuyên truyền của cộng sản tại Cộng hòa Nhân dân Ba Lan trong Chiến tranh Lạnh. Phiên bản đầu tiên của Wiadomości được phát sóng vào ngày 18 tháng 11 năm 1989 và được tổ chức bởi nhà báo Wojciech Reszczyński. Reszczyński đã chào đón khán giả bằng một thông điệp: "Chào buổi tối, tôi hy vọng rằng chương trình này sẽ nhận được sự chấp thuận của bạn trong những ngày tới. Thông tin trong chương trình này sẽ tốt hoặc xấu, nhưng luôn luôn đúng và chúng tôi tin tưởng vào sự giúp đỡ và hợp tác." 

## Dẫn chương trình hiện tại

### Bản tin chính (19:30)
- Edyta Lewandowska (2019-2023)
- Danuta Holecka (1997, 2003-2004, 2010, 2016-2023)
- Michał Adamchot (2004, 2011-2012, 2016-2023)

### Các bản tin khác (vào các ngày trong tuần: 8:00, 12:00, 15:00)
- Katarzyna Trzaskalska (2017-hiện tại)
- Agnieszka Oszchot (2017-hiện tại)
- Michał Rynkowski (2018-hiện tại)
- Bartłomiej Graczak 2018-hiện tại)